# Giuseppe Bertini (pittore)
Giuseppe Bertini (Milano, 11 dicembre 1825 – Milano, 24 novembre 1898) è stato un pittore italiano, del movimento romantico e verista. Docente e direttore dell'Accademia di Belle Arti di Brera, fu il primo direttore e amministratore del Museo Poldi Pezzoli di Milano. Fu maestro di Carlo Bazzi ed Emilio Longoni.

## Biografia

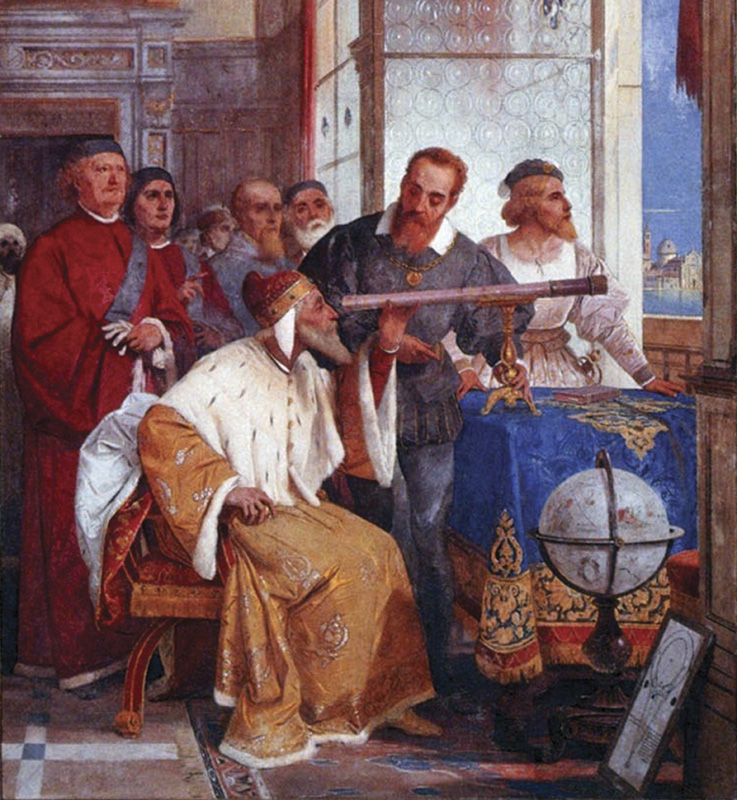
Affresco di Giuseppe Bertini, rappresentante Galileo Galilei nell'atto di mostrare l'uso del cannocchiale al doge di Venezia (Villa "Andrea Ponti", Varese).

Giuseppe Bertini era figlio di Giovanni Battista, noto pittore di vetrate che realizzò, fra le altre, quelle dei finestroni dell'abside del Duomo di Milano. Entrò all'età di 13 anni alla Accademia di Belle Arti di Brera a Milano collaborando contemporaneamente all'attività paterna che porterà avanti realizzando, tra le tante, la vetrata che raffigura San Vittore a cavallo nella basilica di Varese ed a Milano le vetrate della facciata del Duomo. Fu allievo di Luigi Sabatelli e di Giuseppe Bisi (marito della pittrice Ernesta Legnani Bisi). Nel 1845 vince il Gran Premio dell'Accademia di Brera con il dipinto L'incontro di Dante e frate Ilario.
Ha occasione di visitare in diverse occasioni Venezia, Firenze e Roma rimanendo affascinato dall'arte antica, in special modo dell'epoca del Rinascimento, la cui conoscenza lo porterà a diventare prima il consigliere artistico del suo amico, il nobile Gian Giacomo Poldi Pezzoli che, per disposizione testamentaria chiamò ad essere il primo direttore dell'omonimo museo Museo Poldi Pezzoli fondato a Milano dallo stesso Gian Giacomo nel suo palazzo di famiglia e che fu inaugurato nel 1881. Per l'appartamento del Poldi-Pezzoli Bertini aveva creato, nel 1851, le vetrate artistiche che ancora sono visibili nella loro posizione originaria.

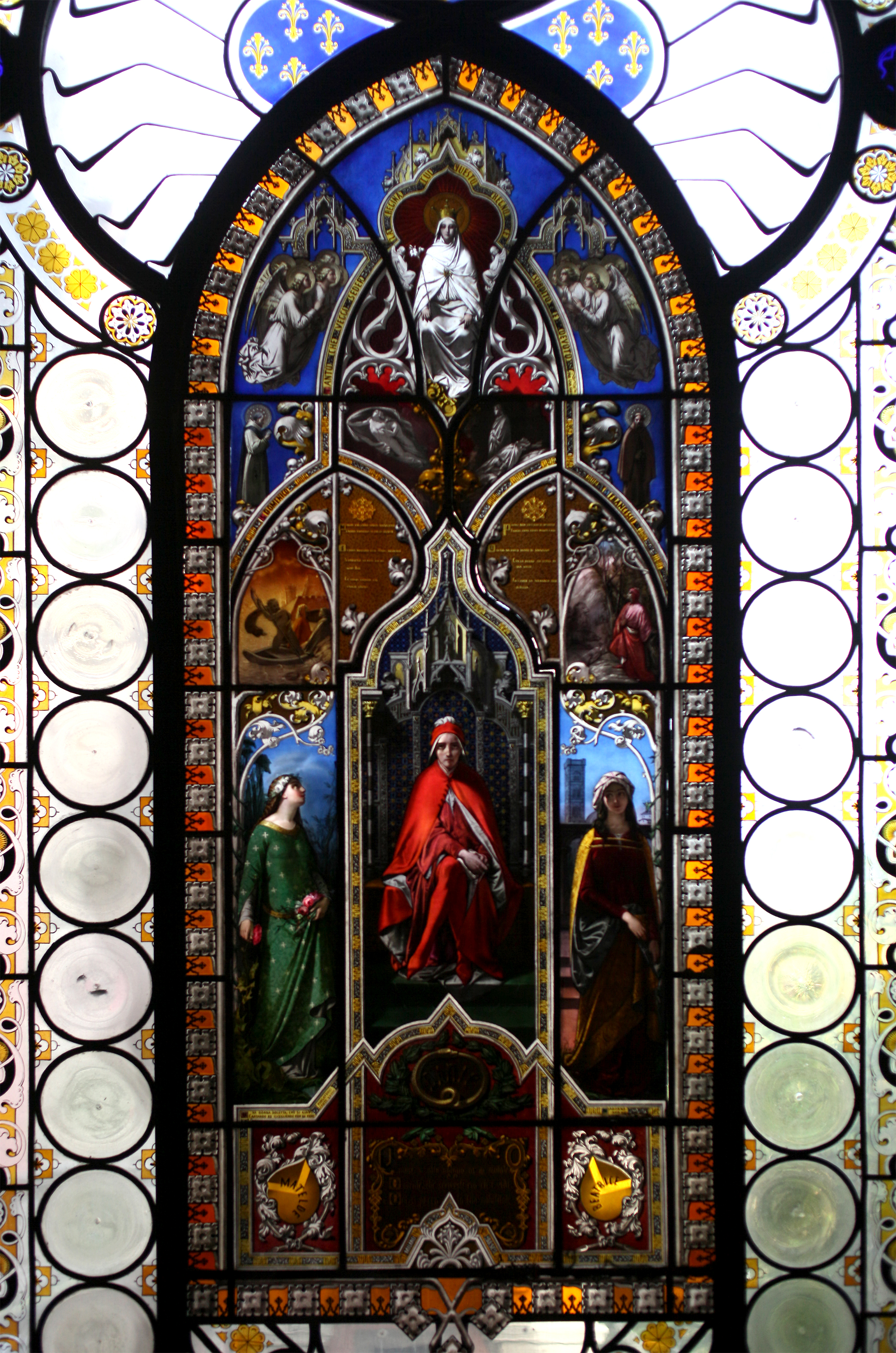
Giuseppe Bertini, vetrata al Museo Poldi Pezzoli (1851).

All'Accademia di Brera subisce l'influsso del romantico Francesco Hayez di cui aggiorna lo stile in senso antiaccademico aderendo al verismo e alla pittura storica, anche contemporanea, di cui è un celebre esempio L'entrata di Vittorio Emanuele II e di Napoleone III in Milano dopo la battaglia di Magenta del 1859. Il Bertini era allora considerato l'esponente più moderno e influente dell'ambiente artistico e culturale milanese peraltro in ritardo rispetto agli orientamenti d'oltralpe. Fu anche abile ritrattista, pittore di scene di genere, di paesaggio e di prospettive.
Nel 1882 subentrò a Francesco Hayez nella direzione dell'Accademia di Belle Arti di Brera di Milano dove durante i suoi quaranta anni di insegnamento della pittura ebbe come allievi molti artisti tra i più rappresentativi della pittura lombarda, ticinese e nazionale di fine '800 inizi del '900 tra cui ricordiamo: Tranquillo Cremona, Daniele Ranzoni, Angelo Morbelli, Ludovico Pogliaghi, Cesare Tallone, Pio Sanquirico, Giuseppe Pellizza da Volpedo, Giovanni Segantini, Angelo Comolli, Achille Beltrame, Antonio Barzaghi Cattaneo, Pietro Michis, Alessandro Rinaldi, Ernesto Fontana, Luigi Rossi, Adolfo Feragutti Visconti, Riccardo Galli, Luigi Monteverde, Edoardo Berta, Pietro Anastasio, Angelo Achini, Giovanni Beltrami, Biagio Canevari e molti altri ancora.
La città di Varese conserva oltre a numerosi suoi ritratti, anche il ciclo decorativo in Villa Ponti a Biumo Superiore commissionatogli da Andrea Ponti.
Ed è sempre a Varese che Bertini ha ricevuto sepoltura, presso il Cimitero monumentale di Giubiano.

## Opere

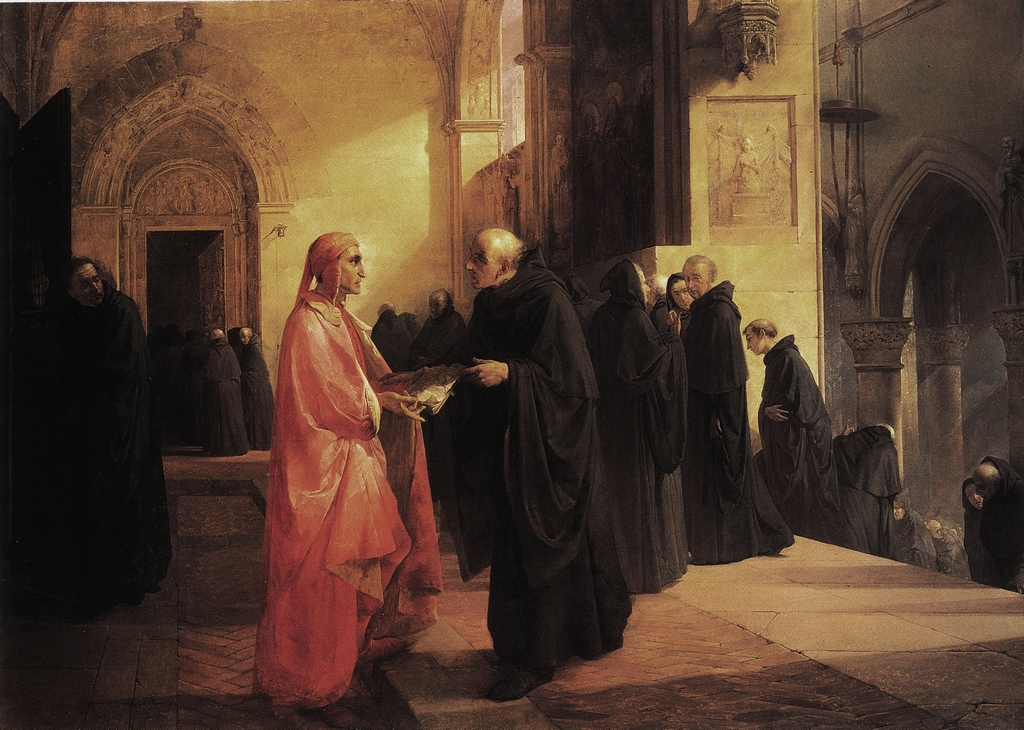
L'incontro di Dante con frate Ilario (1844-1845).

### Vetrate
- Vetrate della facciata del Duomo di Milano
- Vetrate dell'appartamento di Gian Giacomo Poldi-Pezzoli, oggi Museo Poldi Pezzoli (1851)
- Vetrata del Museo Vaticano di Roma
- Vetrata della prima cappella a sinistra nella Basilica di San Petronio a Bologna
- San Vittore a cavallo vetrata nella Basilica di Varese

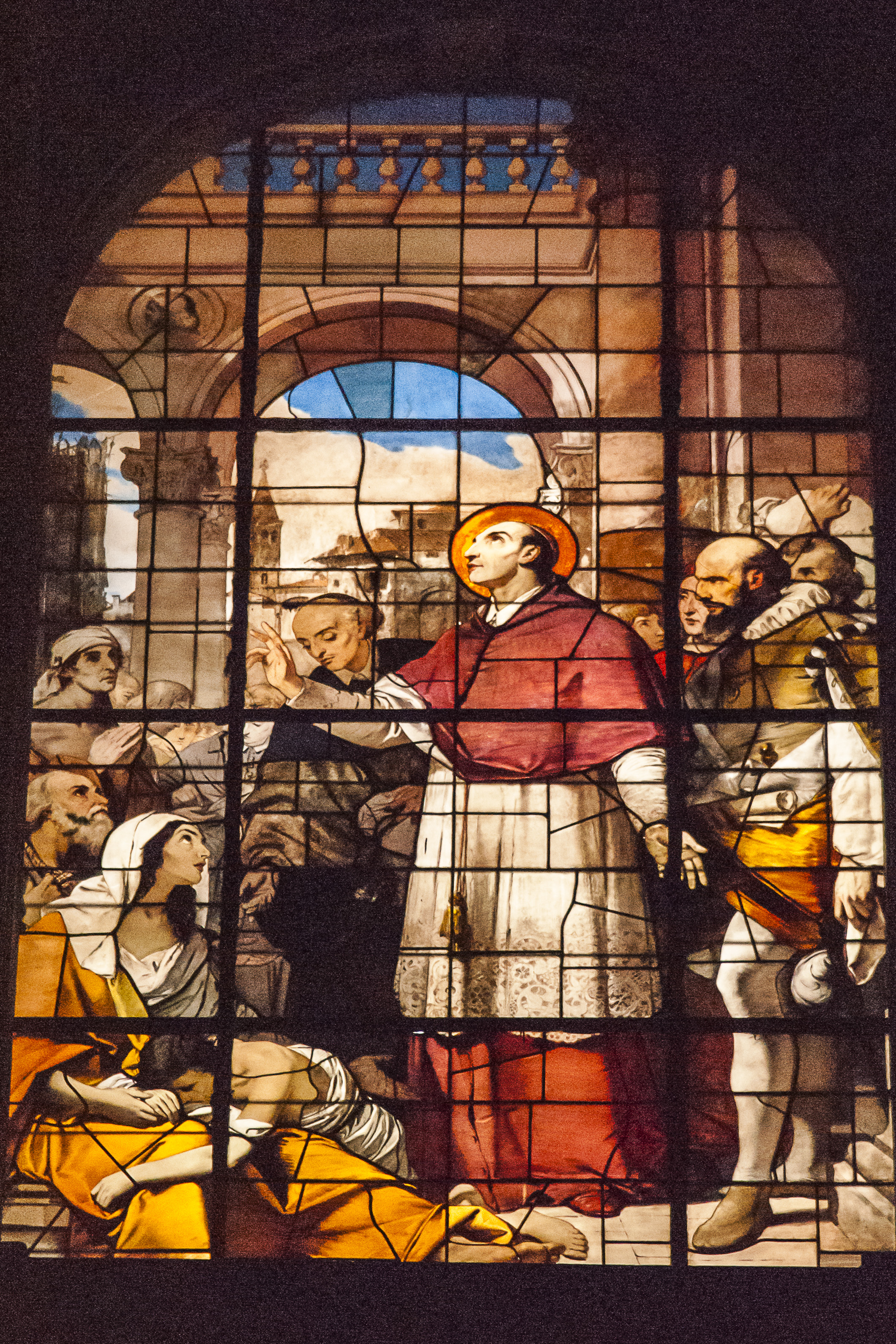
San Carlo Borromeo, vetrata della facciata del Duomo di Milano.

### Dipinti
- L'incontro di Dante e frate Ilario (1845) con cui vince il Premio Roma
- Bice del Balzo nel castello di Rosate, (1851 circa), tempera su cartone, Breno, Museo Camuno
- Ritratto dell'avvocato Calcaterra (1856) Quadreria dell'Ospedale Maggiore di Milano[2]
- L'entrata di Vittorio Emanuele II e di Napoleone III in Milano dopo la battaglia di Magenta  (1859)
- San Francesco in estasi pala d'altare nella Basilica di San Babila a Milano[3]
- Fanciulle tra colombi in un giardino (1869)  Villa Belgioioso Bonaparte Milano, donazione Fondazione Durini, 1939[4]
- Affreschi dell'Oratorio di San Clemente in Villa Geno a Como in collaborazione con Eleuterio Pagliano
- Beatrice d'Este ritratta da Leonardo da Vinci, fine XIX secolo.
- Il pittore Francesco Guardi, emulo di Canaletto, mette in vendita i suoi quadretti, (1892),Galleria d'Arte Moderna di Milano

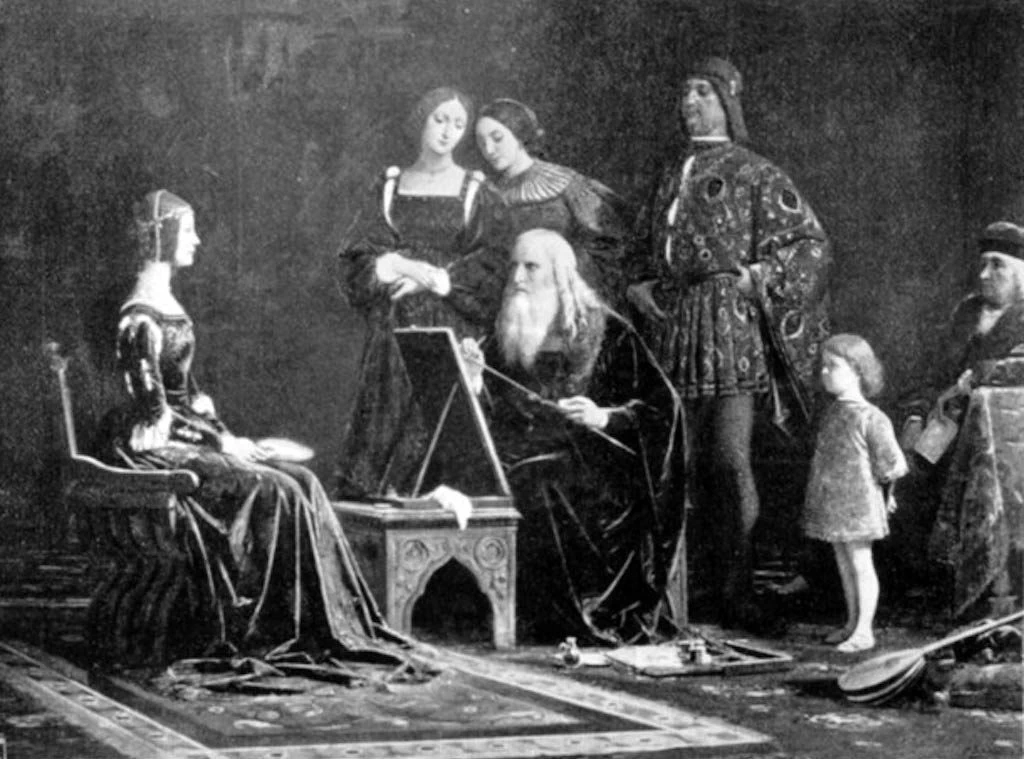
Beatrice d'Este ritratta da Leonardo da Vinci.

## Una famiglia di artisti
Anche il fratello Pompeo (Biumo Superiore, 10 giugno 1829 – Milano, 2 maggio 1899) proseguì le orme del padre Giovanni, divenendo un apprezzato pittore di vetrate, arte ripresa in un primo tempo anche da suo figlio, Guido Bertini (1872-1938), pittore, poeta e autore di commedie dialettali, nato a Milano ma ritiratosi a vivere a Luvinate in provincia di Varese, città che conserva molti suoi quadri in collezioni private, presso l'Ospedale di Circolo e la Fondazione Molina.

Come commediografo dialettale si ricordano L'anima travasada, El menagram, El zio matt, El tecoppa istitutor, La miée bruta, El diavol el fa i so pass.